# Puebla (delstat)
Puebla är en av Mexikos delstater och är belägen i den centrala delen av landet. Den är en av de folkrikaste delstaterna i landet och har 5 538 621 invånare (2007) på en yta av 33 902 km². Administrativ huvudort är staden Puebla. Andra stora städer är San Martín Texmelucan de Labastida och Tehuacán. I östra delen av delstaten, på gränsen mellan Puebla och delstaten Veracruz, ligger Pico de Orizaba vilken är landets högsta bergstopp med sina 5 610 meter över havet. I västra delen, på gränsen till delstaterna Mexiko och Morelos, finner man vulkanen Popocatépetl, som med sina 5 426 meter över havet är Mexikos näst högsta topp. Puebla är känt för ett stort firande av helgdagen Cinco de Mayo.